# Kurt Stein
Kurt R. Stein (* 30. Juni 1970 in Madison, Wisconsin) ist ein ehemaliger US-amerikanischer Skispringer.

## Werdegang
Stein gab am 30. Dezember 1988 beim Auftaktspringen zur Vierschanzentournee 1988/89 in Oberstdorf sein Debüt im Skisprung-Weltcup. Jedoch gelang ihm während der gesamten Tournee nicht eine vordere Platzierung. Nachdem er in Garmisch-Partenkirchen mit Rang 82 das beste Einzelresultat der Tournee erzielt hatte, beendete er diese auch in der Gesamtwertung nur auf dem 80. Platz.
Bei der folgenden Nordischen Skiweltmeisterschaft 1989 in Lahti sprang er von der Großschanze auf 71 und 82,5 Meter und erreichte damit Rang 62. Von der Normalschanze sprang er auf 75,5 Meter, womit er nach Durchgang eins als 53. ausschied. Gemeinsam mit Mark Konopacke, Ted Langlois und Mike Holland konnte er im Teamspringen den 13. Platz erreichen.
Bei den folgenden Weltcup-Springen 1989 gelangen Stein auch weiterhin keine Punkteplatzierungen. Im Januar 1990 gelang ihm mit dem 35. Platz in Zakopane das beste Einzelresultat seiner Weltcup-Laufbahn. Bei der folgenden Skiflug-Weltmeisterschaft 1990 in Vikersund flog Stein auf den 53. Platz. Nachdem er auch weiterhin ohne Punkteränge geblieben war, stieg Stein im Dezember 1990 aus dem Weltcup aus und wechselte zur Saison 1991/92 in den neu geschaffenen Skisprung-Continental-Cup. Jedoch konnte er sich auch dort nicht durchsetzen und blieb ohne Punkteerfolg.
Im Dezember 1992 kam er für zwei Weltcup-Springen in Falun und Ruhpolding noch einmal zurück in den A-Nationalkader, verpasste aber erneut eine gute Platzierung und landete nur jenseits der Top 50.
Sein letztes internationales Turnier bestritt er im Alter von 23 Jahren mit dem Start bei den Olympischen Winterspielen 1994 in Lillehammer. Dort bestritt er das Springen von der Großschanze und landete nach Sprüngen auf 85,5 und 89,5 auf den 11. Platz.
Seit dem Ende seiner Laufbahn ist Stein als Trainer beim Blackhawk Ski Club in seiner Heimatstadt Madison tätig.

## Erfolge

### Vierschanzentournee-Platzierungen
| Saison  | Platz | Punkte |
| ------- | ----- | ------ |
| 1988/89 | 80.   | 263,5  |